# David Angermann
David Angermann (* 24. November 1762 in Eger, Königreich Böhmen; † 9. November 1806 ebenda) war ein böhmischer Maler, der vor allem durch seine Miniaturansichten bekannt wurde.

## Leben und Wirken
Angermann war vermutlich ein entfernter Verwandter von Thomas Peter und David Angermann, die 1676 an der Ausschmückung des Altars der Franziskanerkirche in der böhmischen Stadt Eger beteiligt waren. Vor 1785 studierte er an der Akademie der Bildenden Künste im sächsischen Dresden bei dem damals bedeutendsten deutschen Porträtmaler Anton Graff (1736–1813). Von Graff lernte er, ein Porträt als einen intimen Ausdruck zu verstehen, der den Porträtierten psychologisch charakterisiert und von klassizistischer Starre befreit. In der Maltechnik wurde Angermann auch von den Arbeiten des in Österreich tätigen Miniaturmalers Heinrich Friedrich Füger (1751–1818) beeinflusst, von dem er die sogenannte Wassertropfentechnik übernahm.
Von 1785 bis 1790 arbeitete Angermann in der preußischen Residenzstadt Berlin, wo er 1786 wahrscheinlich seine ersten beiden Miniaturen auf der Ausstellung in der Akademie präsentierte. Über seinen weiteren Verbleib ist nicht viel bekannt. In den 1780er und 1790er Jahren wirkte er vermutlich in Speyer und in Wien.
In den Jahren 1796 und 1797 lebte er in Karlsbad und war offensichtlich auch in Eger ununterbrochen aktiv. Heute sind u. a. Porträtminiaturen auf Kupfer (z. B. Frau in Grau im Stadtmuseum Eger) oder auf Elfenbeinplatten (Blondhaarige Frau mit Kind) bekannt. Die Porträts zeichnen sich durch Plastizität und eine starke Charakteristik des Gesichts, einen zurückhaltenden Hintergrund und schnelle Pinselstriche beim Bemalen von Kleidung aus.